# ヨウ化アセチル
ヨウ化アセチル (Acetyl iodide) は、化学式 CH3COI で表される有機化合物であり、無色の液体である。形式的には酢酸から誘導される。実験室では、関連する臭化アセチルおよび塩化アセチルよりもはるかに珍しいが、少なくとも一時的には他のどの酸ハロゲン化物よりもはるかに大規模に生成される。具体的には、酢酸への主要な工業的製造法であるカティバ法およびモンサント法におけるヨウ化メチルのカルボニル化によって生成する。また、酢酸メチルから無水酢酸を製造する際の中間体でもある。 
ヨウ化アセチルは、カルボン酸で処理すると、塩化アセチルなどのハロゲン化アシルに典型的な反応を示さない。代わりに、ヨウ化アセチルはほとんどのカルボン酸とヨウ化物/水酸化物交換を受ける。 
CH3COI  +  RCO2H   →   CH3CO2H  +  RCOI